# Tomb Raider: The Angel of Darkness
Tomb Raider: The Angel of Darkness, Tomb Raider VI of Tomb Raider: AoD is het zesde deel in een serie van computerspellen gepubliceerd door Eidos Interactive en ontwikkeld door Core Design, waarin de avonturen van vrouwelijke archeoloog Lara Croft centraal staan. 

## Verhaal
Het verhaal van Angel of Darkness volgt op The Last Revelation en Chronicles. Aan het plot van The Last Relevation, toen de tombe zich sloot begroef deze ook Lara Croft, in Chronicles wordt aan Lara gememoreerd, maar Lara bleek niet dood te zijn. 
Een tijd later arriveerde Lara in Parijs op verzoek van haar voormalige mentor Werner Von Croy. De stad en Von Croy zijn in angst over een seriemoordenaar, door de media als "Monstrum" aangeduid. Het Monstrum maakt slachtoffers, steelt lichaamsdelen en schrijft met het bloed van zijn slachtoffer vreemde tekens op de muren. Tijdens een confrontatie tussen Lara en Von Croy in zijn appartement vindt er een gebeurtenis plaats en Lara wordt bewusteloos geslagen. Als zij ontwaakt is Von Croy vermoord door de Monstrum, bovendien is zij een hoofdverdachte van de moord. 
Lara Croft vlucht van de plaats delict met de politie in de achtervolging. Zij weet een vriend van Von Croy te bereiken: Margot Carvier. Zij geeft onder protest aan Lara zijn oude notitieboekje, dat zij bewaarde. Carvier weet haar te vertellen dat Von Croy was benaderd door Eckhardt om voor hem een aantal middeleeuwse iconen op te sporen, genaamd de "Obsura Paintings". Lara moet in haast het huis verlaten omdat de politie is gebeld. Later wordt onthuld dat Margot Carvier eveneens is vermoord door het Monstrum. 
Vlak voor zijn dood had Von Croy contact met een Franse zakenman en onderwereldfiguur: Louis Bouchard. Lara zoekt hem in de verlaten straten van Parijs en leert dat hij zich schuilhoudt omdat veel van zijn relaties zijn aangevallen door het Monstrum. Ze vindt Bourchard en hij onthuld dat hij was benaderd door Von Croy om in te breken bij een archeologische opgraving onder het Louvre. Lara weet met succes toegang te krijgen tot het Louvre en ontdekt meer informatie over de connectie tussen de archeologische opgraving en de Obscura Paintings. De Nephilim is een hybride wezen, een nakomeling van een engel en een mens, het leefde ooit in Turkije. Enkel één slapende Nephilim bestaat nog, genaamd de Cubiculum Nephili of "The Sleeper". Als de vijf Obscura Paintings zijn verenigd vormen zij een talisman, de Sanglyph, dat kan worden gebruikt om de Sleeper te laten ontwaken.  Om dit te voorkomen stol de Lux Veritatis een van de Obscura Paintings en verborg dit in een kluis onder de Louvre. Lara daalt af naar de kluis van de Lux Veritatis om het schilderij te bemachtigen. Het lukt haar met succes. Bij de uitgang van het Louvre wordt Lara ontwapend door Kurtis Trent. Hij steelt het schilderij, maar beiden worden bewusteloos geslagen voordat ze kunnen vluchten. 
Nadat ze weer ontwaakt is, ontmoet ze Bouchard. Hij informeert haar dat er een dode is gevallen door het Monstrum in Praag. Bouchard verraadt Lara omdat hij haar dood wil hebben, maar ze overleefd het en gaat naar Tsjechië. Buiten de plaats delict ontmoet Lara een Tsjechische journalist genaamd Luddick, die haar informeert over Eckhard. Eckhard is een onsterfelijke zwarte alchemist die een mysterieuze organisatie leidt: de Cabal. Luddick neemt aan dat het Monstrum en de Cabal hetzelfde zijn. Lara ontdekt een gevangen Bouchard bij de plaats delict. Hij onthult het hele verhaal over het opwekken van de Nephilim. Later ontdekt ze dat Bouchard dood is. Met assistentie van Luddick infiltreert Lara in de Strahov, het hoofdkwartier van de Cabal. Bij het infiltreren bevrijdt ze de Proto-nephilim, een experiment om de nieuwe Nephilim te fokken. Lara ziet dat Luddick door Eckhard wordt vermoord. Haar pad wordt weer gekruist met Kurtis die Lara opsluit en vervolgens de Proto-nephilim dood met zijn twee "Periapt Shards", dit zijn dolken die onsterfelijke wezens kunnen doden. Lara achterhaald de laatste Obscura Painting dat diep in de Strahov complex verborgen ligt. Helaas moet zij deze weer afstaan aan Eckhart om Kurtis te bevrijden. Kurtis geeft aan Lara zijn "Periapt shards" met als doel om Eckhard te verslaan, maar ze heeft nog een derde nodig die Eckhard heeft verborgen in zijn laboratorium. Terwijl Lara deze derde dolk opspoort, vecht Kurtis met Boaz. Kurtis dood haar maar, onverwacht slaat ze toe en verwond Kurtis. 
Lara ontdekt de laatste Periapt Shard en dat Eckard probeert de Sleeper te activeren, door middel van de Sanglyph en de lichaamsdelen van de slachtoffers. Ze steekt hem met de twee zwaarden, maar voordat ze de laatste slag kan leveren wordt ze onderbroken door Karel. Karel doodt Eckhardt met de laatste dolk en onthuld dat hij de laatste Nephilim is. Hij gebruikte Karel om zeker te zijn van zijn bestaan en van de soort. Hij manipuleerde Lara, als Bouchard, Luddick en Kurtis om de Obscura Paintings te bemachtigen. Hij biedt aan Lara onsterfelijkheid aan als zij hem helpt met zijn taak uit te voeren. Lara ervaart een flashback van de dood van Von Croy, ze ziet Karel in de gedaante van Eckhardt, die het Monstrum was. Lara weigert, ze haalt de Sanglyph van het lichaam van Eckhart en plaats dit op de Sleeper. De sleeper raakt overbelast met energie, explodeert en neemt Karel er in mee. Na het gevecht ontdekt Lara, Kurtis zijn "Chirugai blade" die haar leidt naar de kamer van Boaz. 

## Spelbeleving
Het spel is compleet anders dan het vorige Tomb Raider-spel: het heeft een nieuwe engine en is speciaal ontworpen om de kwaliteiten te benutten van het destijds nieuwe Playstation II-platform. 
Er kan worden gespeeld met de personages Lara Croft en Kurtis Trent. Beiden hebben nieuwe bewegingen. De bewegingen van Lara en Kurtis zijn in vergelijking met de vorige spellen houterig en moeilijk te besturen. Door middel van upgrades in het spel, wordt het personage van Lara Croft beter bespeelbaar. Lara Croft heeft bovendien een stealth modus, waardoor zij bewakers van achteren kan besluipen en kan doden.
Nieuw is bovendien dat Lara in dit deel met andere personages kan communiceren en dat de wijze waarop ze dat doet het spelverloop beïnvloedt. 
Anders dan de voorgaande delen in de Tomb Raider-serie speelt dit deel zich uitsluitend in stedelijke omgevingen af: het getto van Parijs, het Louvre en Praag. Het spel bestaat uit 34 levels in 3 delen.